# Eduardo Benot
Eduardo Benot Rodríguez (Cadice, 26 novembre 1822 – Madrid, 27 luglio 1907) è stato un lessicografo e politico spagnolo, Ministro dello sviluppo della Prima Repubblica Spagnola per diciassette giorni nel 1873.

## Biografia
Nato a Cadice nel 1822 in una famiglia di origini italiane, studiò al Colegio de San Pedro e al Colegio de San Felipe Neri, dove tornò come insegnante nel 1848. Nel 1857 cominciò a insegnare geodesia e astronomia al Real Instituto y Observatorio de la Armada. Come linguista e lessicografo si distinse per Arquitectura de las lenguas, Arte de hablar o gramatica filosófica, Diccionario de asonantes y consonantes e il Diccionario de ideas afines.
In seguito alla rivoluzione del 1868, fu eletto al Congresso dei Deputati, mantenendo il seggio fino al 1871. Dopo essere stato senatore per la provincia di Gerona tra il 1872 e il 1873, nel febbraio 1873 riconquistò un seggio al Congresso dopo l'instaurazione della Prima Repubblica. Seguace di Francesc Pi i Margall e sostenitore del repubblicanesimo federale, fu nominato ministro dello sviluppo l'11 giugno 1873. Pur mantenendo la carica per soli diciassette giorni, Benot fondò l'Instituto Geográfico y Estadístico (gettando quindi le basi per il futuro Instituto Nacional de Estadística) e promulgò leggi per regolamentare il lavoro minorile in Spagna.
Dopo il colpo di stato ordito da Manuel Pavía nel 1974, fu esiliato in Portogallo, dove fondò il periodico La Europa. Dopo il ritorno in patria fu eletto membro della Real Academia Española. Alla morte di Pi i Margall nel 1901 gli successe alla guida del Partido Republicano Democrático Federal, non riuscendo però a impedire le secessione del partito nel 1905.
Morì in povertà a Madrid nel 1907, anno in cui fu candidato al Premio Nobel per la letteratura.